# Congo's Caper
Congo's Caper, conhecido no Japão como Tatakae Genshijin 2: Rookie no Bōken (戦え原始人2 ルーキーの冒険, Tatakae Genshijin 2: Rūkī no Bōken) é um jogo eletrônico do gênero ação desenvolvido pela Data East como um spin-off da série de jogos Caveman Ninja, conhecido como Joe & Mac nos Estados Unidos. Foi lançado em 1992 no Japão e em 1993 nos Estados Unidos e Europa.

## História
Era uma vez uma colônia de macaquinhos felizes, quando dois rubis caíram sobre um casal deles, ambos se transformaram em humanóides com características de macacos. O protagonista, Congo, vai atrás de Congette, sua parceira que foi sequestrada por um demônio. Congo agora tornou-se meio macaco e meio humano. Todas as vezes que ele é atingido por um inimigo, volta a sua forma de macaco. Ao coletar três rubis, Congo torna-se Super Congo e recebe poderes especiais.

## Jogabilidade
Como um típico jogo de plataforma de 1993, a jogabilidade é simples: poucos comandos moldam a aventura. 
O game é dividido em fases e estágios com um nível de desafio aplicado de maneira mais intensa comparada a outros jogos de plataforma do Super Nintendo.
A energia vital do personagem é localizada no canto superior esquerdo. Se atingido uma vez, o personagem principal se transforma em um macaco perdendo parte da sua força, consequentemente, ficando mais vulnerável à ataques inimigos. Se atingido enquanto estiver transformado em macaco o personagem morrerá. 
O grande número de inimigos e de armadilhas e a pequena quantidade de energia vital tornam o avanço ao longo das fases uma tarefa desafiadora e gratificante. Congo conta apenas com um bastão para atacar diretamente seus inimigos.
Ao longo dos estágios, o jogador irá encontrar vários itens. O mais importante deles é o rubi. Estes são esferas vermelhas que garantem energia extra para Congo. Os rubis também garantem a Congo transformações especiais. Se transformado em macaco, basta coletar um rubi para transformar Congo em humano. Coletando-se 3 rubis durante a forma humana, o personagem se transformará em Super Congo, uma transformação que garante ao personagem um super pulo e um prolongamento da energia vital. Para ser derrotado durante a transformação em Super Congo, é preciso receber três ataques, consequentemente o personagem irá perder seus poderes. Encontrando um filhote de pterodáctilo rosa, será conduzido a uma área de bônus.

## Itens
- Diamante pequeno: Coletando 100, ganha uma vida extra.
- Diamante grande: Vale uma vida extra
- Rubi: Transforma Congo em humano. Coletando três, se transforma em Super Congo. Recupera a energia vital do Super Congo. Com todos os três, ganha uma vida extra.
- Pedra azul: Um slot para receber vidas extras. (Homem: uma, Estrela: duas, Macaco: três, Coroa: quatro, Congo: cinco)

## Chefes
- T. Rex: Tem que derrotá-lo 16 vezes usando os homens das cavernas como bolas de boliche.

- Demônio (Round 1): A primeira luta contra o demônio que sequestrou a Conguette. Tem que bater na cara dele 12 vezes.
- Ninja: Ataca a distância com shurikens e bumerangue de metal e de perto com uma espada de osso. Pode-se teleportar e é ágil. Acerte-o 24 vezes.
- Pirata: O pirata lança a âncora pelo mastro do navio, balança por ela e joga bolas espinhentas. Bate na cara dele 24 vezes.
- Cientista: Ataca de dentro de sua nave, avançando contra Congo. Desvie de seus ataques e acerte-o 12 vezes.
- Vampiro: Só pode ser atacado quando se transforma em um bando de 8 morcegos. Acerte todos para derrotá-lo.
- Demônio (Round 2):
- Rei Dragão (Round 1):
- Rei Dragão (Round 2):